# El Carmen de Atrato
El Carmen de Atrato, spesso semplicemente El Carmen, è un comune della Colombia facente parte del dipartimento di Chocó.
Il centro abitato venne fondato da Luis Agudelo Arroyave nel 1874.